# فاطمة العامرية
فاطمة العامرية القرشية الكنانية هي صحابية جليلة تكنى أم خناس. كانت سيدة تمتع بقوة فذَّة في شخصيتها وكانت مهابة، وفي الجاهلية حاولت أن تفتن ابنها مصعب بن عمير عن دينه الإسلام، حبسته وعذبته وعندما يئست منه تركته وقالت له: اذهب حيث تشاء لم أعد أماً لك. وأسلمت لاحقًا قبل صلح الحديبية، وهي والدة الصحابيان مصعب بن عمير وعبدالله بن عتبة بن ربيعة.

## نسبها
- هي : فاطمة مالك بن المُضَرِّب بن وهب بن عَمرو بن رواحة بن حجر بن عبد بن مَعِيص بن عامر بن لؤي بن غالب بن فهر بن مالك بن قريش بن كنانة. أم خناس العامرية القرشية الكنانية.